# Custodela
Genre
Synonymes
- † Obnisus Petrunkevitch, 1942

Custodela est un  genre fossile d'araignées aranéomorphes de la famille des Linyphiidae.

## Distribution
Les espèces de ce genre ont été découvertes dans de l'ambre de la mer Baltique et de Bitterfeld en Saxe-Anhalt en Allemagne. Elles datent du Paléogène.

## Liste des espèces
Selon The World Spider Catalog 16.0 :
- †Custodela acuta Wunderlich, 2004 ;
- †Custodela acutula Wunderlich, 2004 ;
- †Custodela bispina Wunderlich, 2004 ;
- †Custodela bispinosa Wunderlich, 2004 ;
- †Custodela cheiracantha (C. L. Koch & Berendt, 1854) ;
- †Custodela clava Wunderlich, 2004 ;
- †Custodela curva Wunderlich, 2004 ;
- †Custodela curvata Wunderlich, 2004 ;
- †Custodela divergens Wunderlich, 2004 ;
- †Custodela expandens Wunderlich, 2004 ;
- †Custodela falcata Wunderlich, 2004 ;
- †Custodela femurspinosa Wunderlich, 2004 ;
- †Custodela henningseni Wunderlich, 2004 ;
- †Custodela kochi Wunderlich, 2004 ;
- †Custodela lamellata (Wunderlich, 1988) ;
- †Custodela lanx Wunderlich, 2004 ;
- †Custodela oblonga (C. L. Koch & Berendt, 1854) ;
- †Custodela obtusa Wunderlich, 2004 ;
- †Custodela parva Wunderlich, 2004 ;
- †Custodela pseudokochi Wunderlich, 2004 ;
- †Custodela stridulans Wunderlich, 2004 ;
- †Custodela tenuipes (Petrunkevitch, 1942) ;
- †Custodela tibialis Wunderlich, 2004.

## Publication originale
- (en) Petrunkevitch, 1942 : A study of amber spiders. Transactions of the Connecticut Academy of Arts and Sciences, vol. 34, p. 119–464.